# Bitwa morska pod Karaburun
Bitwa morska pod Karaburun (właściwie dwie bitwy w odstępie 10 dni) – dwa starcia zbrojne, które miała miejsce 9 lutego i 19 lutego 1695 podczas wojny wenecko-tureckiej (1683–1699), będącej częścią ogólnoeuropejskich zmagań w ramach wojny Turcji z Ligą Świętą.
Dwie bitwy stoczone na Morzu Egejskim przez flotę wenecką liczącą 47 okrętów (w tym 21 żaglowców, 21 galer, 5 galeas) i ponad 1200 dział oraz flotę turecką mającą 44 okręty (w tym 20 żaglowców). Dnia 9 lutego 1695 obie floty zetknęły się ze sobą przy zachodnim wybrzeżu Turcji w pobliżu przylądka Karaburun. Wenecka flota dowodzona przez Zeno została pobita przez Turków. Wenecjanie mieli duże straty – 142 zabitych, 300 rannych na żaglowcach, nie licząc 3 żaglowców straconych, oraz 323 zabitych i 303 rannych na okrętach wiosłowych. Razem ofiar było mniej niż 2500. Uszkodzony 62-działowy żaglowiec wenecki San Vittorio nie był już zdolny do służby i w celu dokonania napraw odpłynął do portów macierzystych.  Wspomniane 3 żaglowce stracone w bitwie eksplodowały i zatonęły. Były to: Stella Maris, Leon Coronato oraz Drago Volante.
Dnia 19 lutego te same floty starły się ponownie. Turcy mieli 20 żaglowców i 20 galer, natomiast Wenecjanie 43 okręty (w tym 17 żaglowców, 21 galer, 5 galeas) i ponad 1000 dział. Wenecjanie stracili 132 zabitych, ciężko uszkodzony został 50-działowy żaglowiec Fama Volante podobnie jak z drugiej strony dwa żaglowce tureckie. Drugie starcie było nierozstrzygnięte.